# Eciton
Eciton Latreille, 1804 è un genere di formiche nomadi appartenente alla sottofamiglia Dorylinae, diffuse nelle zone forestali dell'America centrale e meridionale.

## Descrizione
Il genere Eciton è caratterizzato dalla presenza di un peziolo biarticolato fra l'addome ed il torace, da occhi composti di piccole dimensioni e da operaie polimorfiche.

## Tassonomia
Il genere comprende le seguenti specie e sottospecie:
- Eciton burchellii Westwood, 1842
  - Eciton burchellii cupiens Santschi, 1923
  - Eciton burchellii foreli Mayr, 1886
  - Eciton burchellii parvispinum Mayr, 1886
  - Eciton burchellii urichi Forel, 1899
- Eciton drepanophorum Smith, 1858
- Eciton dulcium Forel, 1912
  - Eciton dulcium crassinode Borgmeier, 1955
- Eciton hamatum Fabricius, 1782
- Eciton jansoni Emery, 1894
- Eciton lucanoides Weber, 1949
  - Eciton lucanoides conquistador Weber, 1949
- Eciton mexicanum Roger, 1863
  - Eciton mexicanum argentinum Borgmeier, 1955
  - Eciton mexicanum goianum Borgmeier, 1955
  - Eciton mexicanum latidens Santschi, 1911
  - Eciton mexicanum moralum Santschi, 1923
  - Eciton mexicanum panamense Borgmeier, 1955
- Eciton quadriglume Haliday, 1836
- Eciton rapax Smith, 1855
- Eciton setigaster Borgmeier, 1953
- Eciton uncinatum Borgmeier, 1953
- Eciton vagans Olivier, 1792
  - Eciton vagans allognathum Borgmeier, 1955
  - Eciton vagans angustatum Roger, 1863
  - Eciton vagans dispar Borgmeier, 1955
  - Eciton vagans dubitatum Emery, 1896
  - Eciton vagans fur Borgmeier, 1955
  - Eciton vagans mutatum Borgmeier, 1955